# Perrier, Puy-de-Dôme
Perrier är en kommun i departementet Puy-de-Dôme i regionen Auvergne-Rhône-Alpes i centrala Frankrike. Kommunen ligger i kantonen Issoire som tillhör arrondissementet Issoire. År 2022 hade Perrier 912 invånare.

## Befolkningsutveckling
Antalet invånare i kommunen Perrier
| Referens: INSEE |